# Київська християнська академія
Київська християнська академія (англ. Kyiv Christian Academy (KCA)) — міжнародна християнська школа, яка є однією з міжнародних шкіл, що входять до групи Асоціація міжнародних християнських шкіл (англ. Association of Christian Schools International  — «ACSI»). Особливістю школи, як і решти шкіл ASCI, є те що весь її колектив основною своєю місією визначає надання можливостей своїм учням зрозуміти, оцінити і розвивати даний Богом потенціал для того, щоб кожен з них міг здійснити у своєму житті власне покликання для слави Божої. Досягнення цієї місії забезпечується за рахунок надання учням можливості здобути якісну освіту в рамках біблійного світогляду на базі християнських принципів.

## Коротка історія
Школу було відкрито у 1993 році для навчання і виховання дітей місіонерів, які на той час працювали в Києві. У школі також навчались та навчаються на даний час діти вчителів та українського персоналу, які працюють в школі. Станом на 2015—2016 навчальні роки у школі навчаються 70 % дітей американців, 23 % дітей корейців, та решту 7 % становлять учні з України, Нігерії, Нідерландів, Гани, Казахстану, Малайзії, Південної Африки, Узбекистану та Канади. Педагогічний колектив складається із вчителів із Сполучених Штатів та України.
25 лютого 2005 року школа пройшла процедуру акредитації Асоціацією міжнародних християнських шкіл.
1 грудня 2012 року школу та її освітні програми було акредитовано Асоціацією коледжів та шкіл Середніх Штатів (англ. Middle States Association of Colleges and Schools — «M.S.A.»).

## Освітні програми
Школа пропонує своїм учням стандартні північноамериканські освітні програми. Дипломи про повну середню освіту надають можливість здобувати вищу освіту та приймаються і визнаються вищими навчальними закладами як Північної Америки, так і багатьох держав світу.
Успішність навчання є дещо вищою у порівнянні із середніми показниками по Сполучених Штатах. Випускники школи продовжують здобувати освіту у кращих вищих навчальних закладах, таких, наприклад, як: Єльський університет, Джорджтаунський університет, Військово-морська Академія США, Університет Карнегі-Меллон, Саскачеванський університет, Міжнародний університет LCC та ін.
Як другу іноземну мову, в школі вивчають російську. Окрім цього, учні мають можливість вивчати українську факультативно.